# Comarostaphylis glaucescens
Comarostaphylis glaucescens är en ljungväxtart som först beskrevs av Carl Sigismund Kunth, och fick sitt nu gällande namn av Zuccarini och Johann Friedrich Klotzsch. Comarostaphylis glaucescens ingår i släktet Comarostaphylis, och familjen ljungväxter. Inga underarter finns listade i Catalogue of Life.